# Wassernuss
Die Wassernuss (Trapa natans) ist eine Pflanzenart in der Gattung Trapa innerhalb der Familie der Weiderichgewächse (Lythraceae). Sie kommt in gemäßigten und subtropischen Gebieten Eurasiens und Afrikas vor. Diese einjährige Wasserpflanze ist in Deutschland „vom Aussterben“ bedroht und steht seit 1987 unter Naturschutz.
Sie ist nicht näher mit der Wasserkastanie (Eleocharis dulcis) verwandt.

## Beschreibung

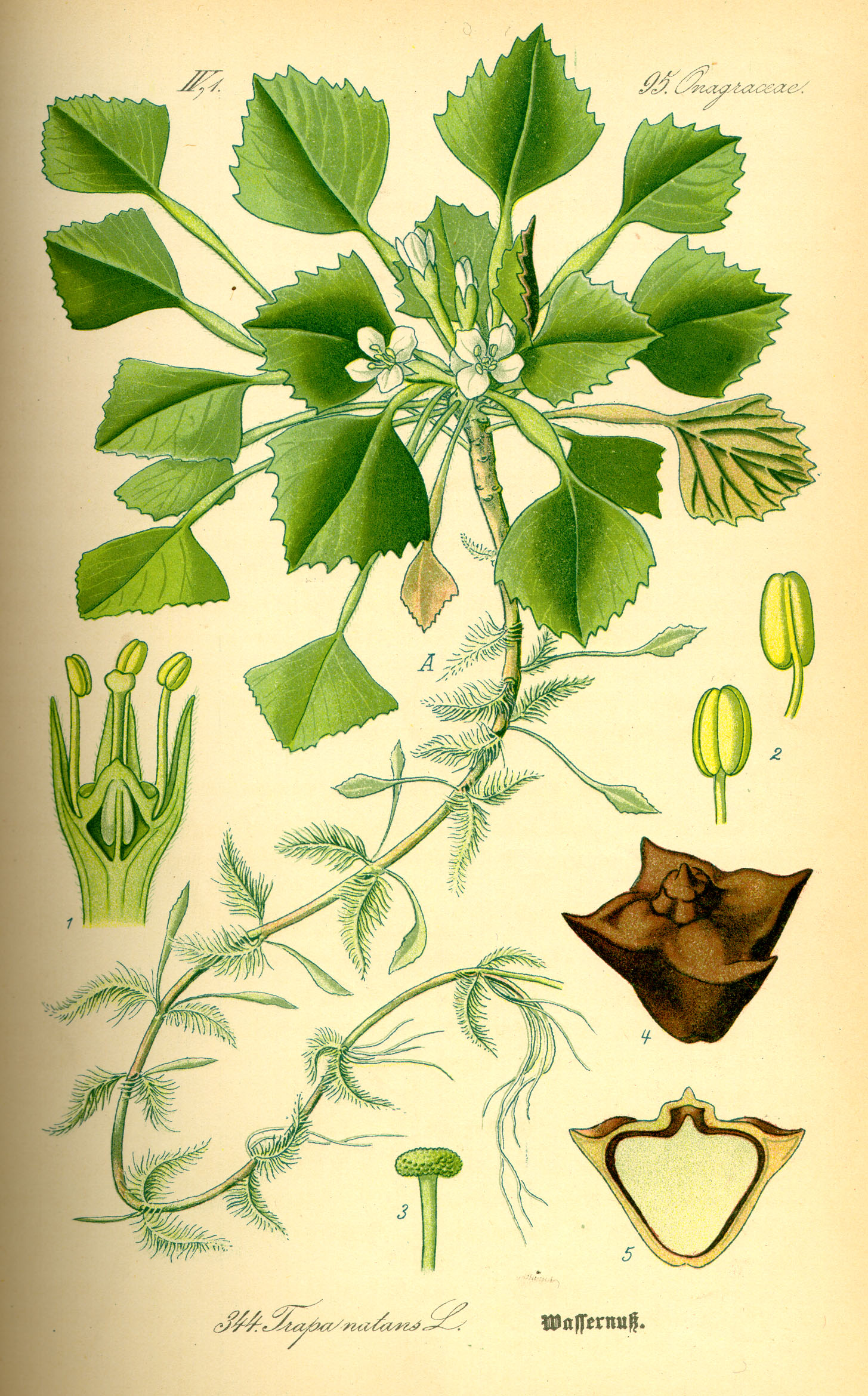
Illustration

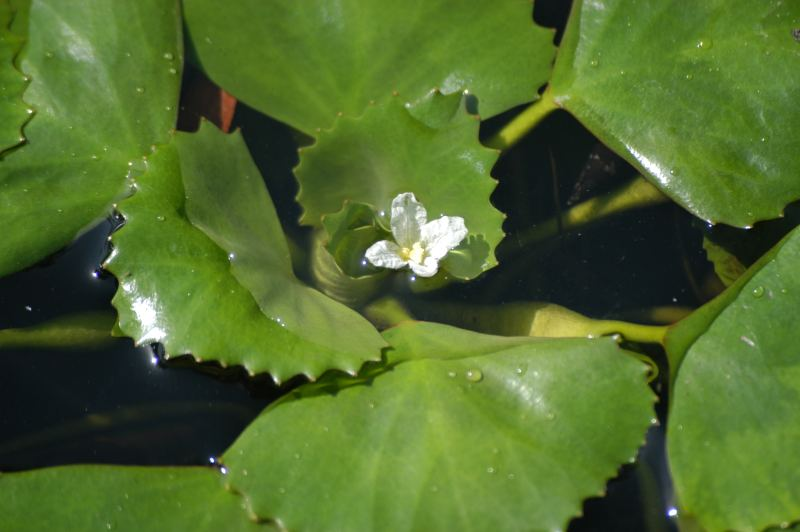
Blüte und Laubblätter

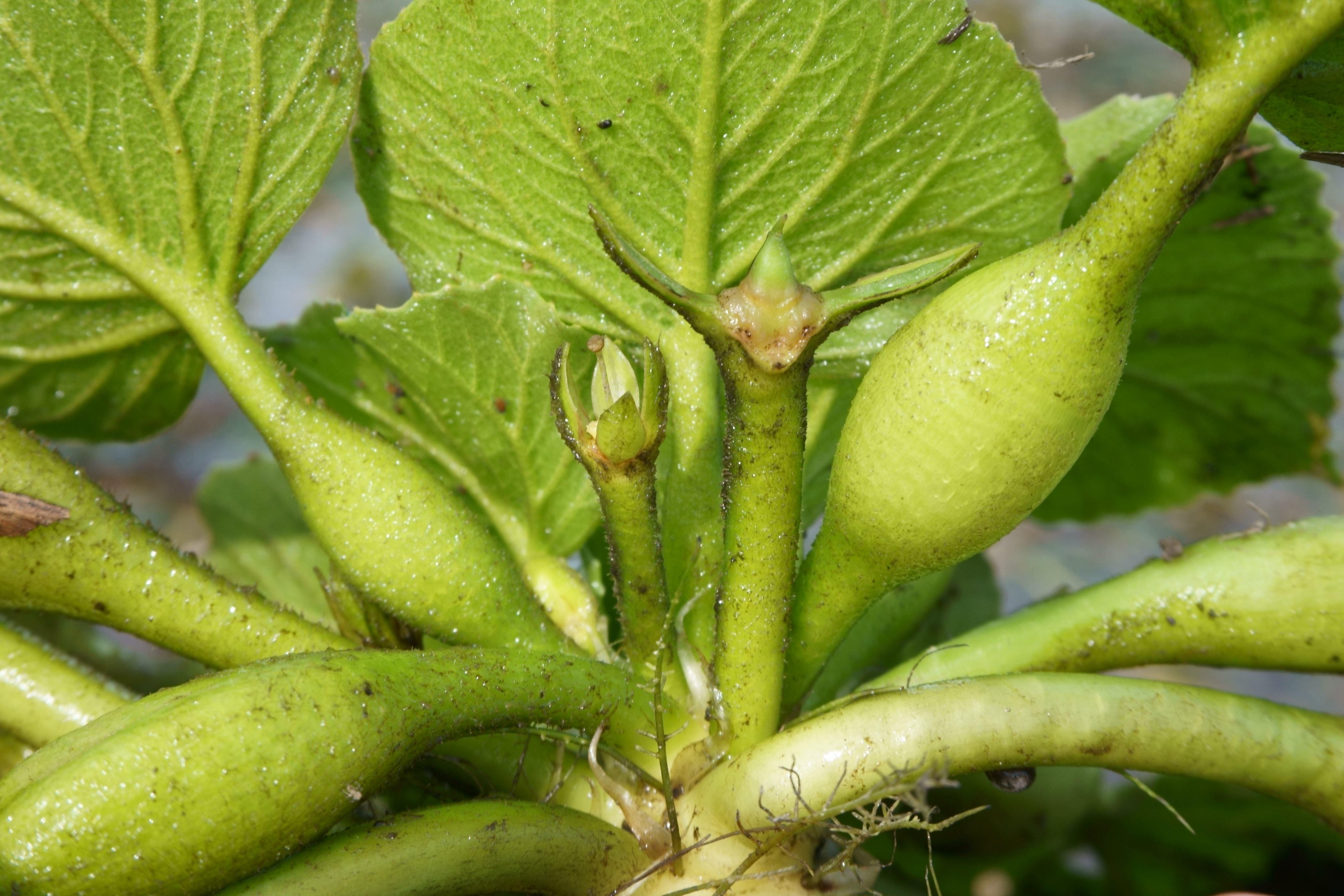
Blattstiele

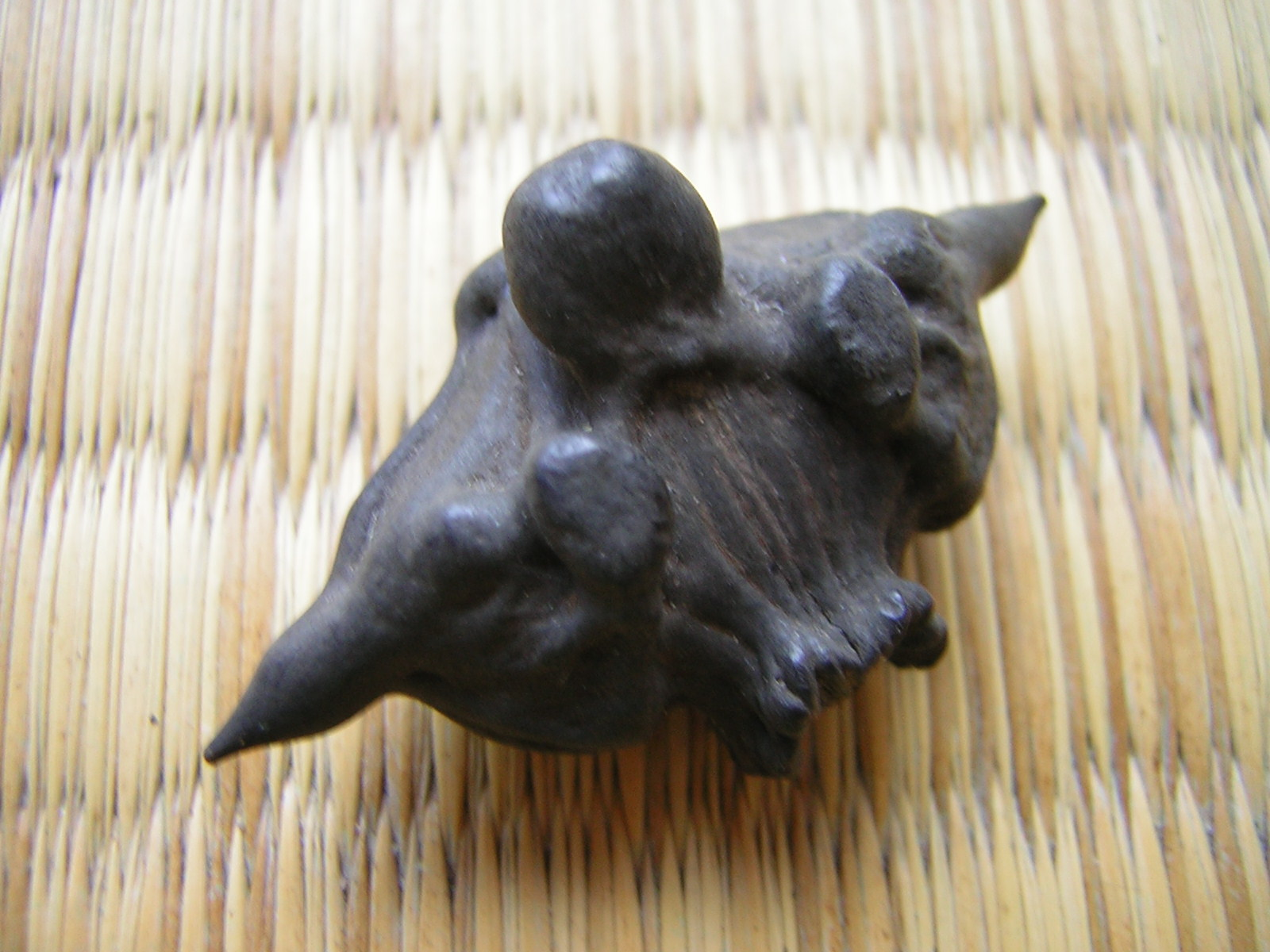
Frucht

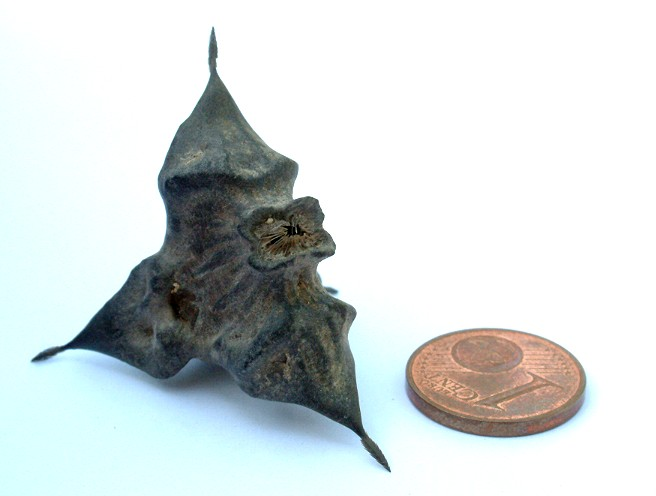
Frucht

### Vegetative Merkmale
Die Wassernuss ist eine sommergrüne, einjährige krautige Pflanze. Ihre Blattstiele haben Schwimmkörper, so dass die fächerförmigen Laubblätter rosettenartig an der Wasseroberfläche schwimmen. Die Blattstiele der äußeren Laubblätter sind 7 bis 17 Zentimeter lang und sind in der Mitte durch eine Luftkammer aufgetrieben. Die Laubblätter tauchen erst im Juni auf, im Herbst verfärben sie sich rot und sterben dann ab. Die Blattspreite ist bei einer Länge und Breite von 1,5 bis 4,5 Zentimetern rautenförmig und trägt am vorderen Rand bespitzte Zähne.

### Generative Merkmale
Die Blütezeit reicht von Juli bis August. Die Blütenstiele stehen einzeln in den Achseln der Schwimmblätter und sind zottig behaart, strecken sich postfloral, verdicken sich und krümmen sich abwärts.
Ihre unscheinbaren Blüten sind weiß und radiärsymmetrisch. Die vier Kelchblätter sind schmal-dreieckig, gekielt und am Kiel außen zottig behaart; später verkahlen sie und wachsen zu starren Dornen aus. Die weißen Kronblätter sind mit einer Länge von etwa 8 Millimetern nur wenige länger als die Kelchblätter und verkehrt-eiförmig bis schmal-dreieckig. Die Staubblätter alternieren mit den Kronblättern. Der walzliche Griffel endet in einer kopfigen Narbe.
Die dunkel-braune, hartschalige Frucht ist an zwei, oft auch an vier Enden mit spitzen Dornen bewehrt, mit denen sie sich im Seegrund verankern kann. Sie enthält einen weißen Kern, der zu 20 % aus Stärke besteht.
Die Chromosomenzahl beträgt 2n = 40, 48 oder ca. 36.

## Ökologie
Die Wassernuss kommt in stehenden Gewässern vor, aber auch in fließenden Gewässern wie in der Donau ab Belgrad, und ist in 30 bis 60 Zentimeter Tiefe im Boden verankert. Die Wassernuss ist eine sommerannuelle Pflanze. Dieser Hydrophyt oder Schwimmblattpflanze wurzelt mit einem 1 bis 3 Meter langen, durch die Frucht ankerartig im Schlamm befestigten Stängel. Die Spaltöffnungen der Blätter liegen oberseits. Daneben gibt es zipfelige untergetauchte Blätter ohne Spaltöffnungen. An der Blattunterseite wie am Stängel finden sich Säure abscheidende Drüsen, die als Fraßschutz gegen Wassertiere gedeutet werden. Es gibt paarig angeordnete Nebenwurzeln mit je vier Reihen grüner, photosynthetisch aktiver Seitenwurzeln.
In den Achseln Keimstängel entstehen neben einem Seitenspross zwei sich später ablösende, der vegetativen Vermehrung dienende Beiknospen.
Blütenökologisch handelt es sich um nektarführende „kleine Trichterblumen“. Selbstbestäubung herrscht vor.
Die Früchte sind einsamige, steinfruchtartige, zur Reife von der vergrößerten Blütenachse eingeschlossene Nüsse. Die klappenförmigen Kelchblätter wurden zu vier (selten zwei) dornartigen, mit Widerhaken besetzen Fortsätzen umgebildet, die später zur Verankerung im Boden dienen. Es findet Schwimmausbreitung, Klettausbreitung durch Wasservögel und Menschenausbreitung statt, wodurch die Wassernuss zum Kulturflüchter und Kulturrelikt wurde. Fruchtreife ist von September bis Oktober. Die Samen sind Wärmekeimer und haben selbst kein Nährgewebe. Von den beiden Keimblättern dient eines als Stärkespeicher und verbleibt in der Frucht, das andere ist schuppenförmig und tritt mit dem Keimstängel aus der Frucht.

## Vorkommen
Die Wassernuss ist im mittleren und südlichen Europa, in Asien und in Afrika zu finden. Im nördlichen Europa kommt sie nur in Südschweden vor. Der bevorzugte Lebensraum sind kalkarme, aber nährstoffreiche und sommerwarme Altwässer, Humusschlammseen und Teiche. Sie ist fast nur im Tiefland in wärmebegünstigten Regionen zu finden. Sie steigt in Mitteleuropa nur in den Südostalpen bis 600 Meter Meereshöhe auf. Sie ist in Mitteleuropa pflanzensoziologisch eine Charakterart des Trapetum aus dem Verband Nymphaeion.
Auch in Deutschland war die Wassernuss früher weit verbreitet, darauf deuten unter anderem Funde am Federsee.
Matthäus Prätorius berichtete um 1690 noch von großen Vorkommen in Ostpreußen.
1962 bezeichnete Horst Koehler in Das praktische Gartenbuch den Linkehner See bei Tapiau in Ostpreußen als eines der letzten „deutschen“ Vorkommen.
In Baden-Württemberg gibt es noch zwei Bestände in den Naturschutzgebieten Altrhein Kleiner Bodensee und Rußheimer Altrhein-Elisabethenwört, in Bayern im Kloster Scheyern, in Brandenburg im Drobschsee und auf der Alten Spree, die in den Schwielochsee führt, und in Sachsen-Anhalt im Schönitzer See. Die Wassernuss steht in Deutschland in der Roten Liste gefährdeter Arten als stark gefährdet.
In Österreich kommt die Wassernuss nur im äußersten Osten vor. Während sie in Niederösterreich äußerst selten ist, zählt sie südlich des Alpenhauptkammes, im Burgenland und in der Ost-Steiermark zu den invasiven Arten und ist in vielen Fischteichen zur Problempflanze geworden (Teiche bei Güssing).

## Systematik

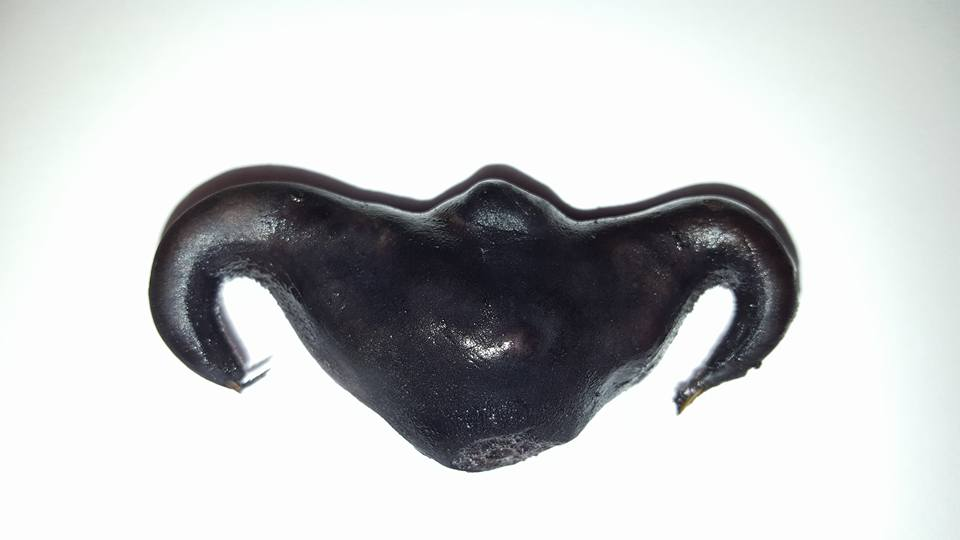
Trapa natans var. bispinosa

Die Erstveröffentlichung von Trapa natans erfolgte 1763 durch Carl von Linné in Species Plantarum, Tomus I, S. 120.
Es sind mehrere Varietäten der Art Trapa natans L. beschrieben und einige davon bei einzelnen Autoren anerkannt.

## Verwendung
Zumindest gegart ist der stärkehaltige Kern essbar.
Archäologische Untersuchungen finden insbesondere in Osteuropa große Mengen von Wassernüssen, die die umfangreiche Verwendung in der Ernährung spätestens seit dem Neolithikum belegen. Auch im Umfeld der oberschwäbischen Pfahlbauten etwa am Federsee haben sie offensichtlich neolithisch eine wichtige Nahrungsgrundlage gebildet.
Die Frucht der früher auch „Meerdistel“ genannten Wassernuss (lateinisch früher Tribulus aquaticus oder Tribulus marinus genannt) ist essbar, muss jedoch erhitzt werden, um die Giftigkeit abzubauen. In Japan heißt die Pflanze "hishi" (菱, ひし), in China "ling" (菱,  líng), und wurde auch in der Volksheilkunde eingesetzt, eine pharmakologische Wirkung ist jedoch bisher nicht eindeutig wissenschaftlich belegt.

## Sonstiges
An den Oberflächen der Wassernuss wird in Südostasien der Riesendarmegel (Fasciolopsis buski) des Menschen und des Schweins mittels seiner Cercarien übertragen. Durch Rohverzehr von Wasser- und Sumpfpflanzen können auch verschiedene andere Parasiten übertragen werden.
2011 wurde die Wassernuss in Österreich, Deutschland und der Schweiz zur Wasserpflanze des Jahres gekürt.